# La bella vita
Pour plus de détails, voir Fiche technique et Distribution.
La bella vita est une comédie dramatique italienne réalisée par Paolo Virzì et sortie en 1994.
Il s'agit du premier film du réalisateur qui avec cette œuvre a été récompensé du prix David di Donatello du meilleur réalisateur débutant  et du  Ruban d'argent du meilleur nouveau réalisateur.
Le film a été présenté en première à la Mostra de Venise.

## Synopsis
Bruno et Mirella sont mariés depuis quelques mois. Bruno est un ouvrier de la métallurgie et Mirella caissière dans un supermarché. Dans les années 1990 une grande partie des aciéries de Piombino sont démantelées, Bruno perd son travail et entre en dépression et Mirella, attirée par l'illusion d'une vie plus aisée et mondaine se laisse séduire par Gerry Fumo, animateur vedette d'une petite télévision locale. Le mariage entre en crise et la séparation est inéluctable. Bruno réussit néanmoins à se reconstruire tandis que Mirella se rend compte que sa relation extra conjugale est sans avenir.

## Fiche technique
- Titre : La belle vita
- Réalisation : Paolo Virzì
- Scénario : Paolo Virzì et Francesco Bruni
- Musique : Claudio Cimpanelli
- Photographie :Paolo Carnera
- Montage : Sergio Montanari
- producteur : Roberto Cimpanelli
- scénographe : Attilio Caselli
- costumiste : Maria Giovanna Caselli
- Pays :  Italie
- Durée : 97 minutes
- Genre : Comédie dramatique
- Dates de sortie :
  -  Italie : 22 septembre 1994

## Distribution
- Claudio Bigagli : Bruno
- Sabrina Ferilli : Mirella
- Massimo Ghini : Gerry Fumo
- Giorgio Algranti : Renato
- Emanuele Barresi : Luciano
- Ugo Bencini : Oreste, padre di Bruno
- Paola Tiziana Cruciani : Rossella
- Mario Erpichini : Directeur MontePaschi
- Alberto Forti
- Raffaella Lebboroni : Marisa Cavedoni
- Silvia Vannucci
- Giorgio Volpi

## Récompenses
1995
- David di Donatello
  - David di Donatello du meilleur réalisateur débutant : Paolo Virzì
  - Nomination David di Donatello de la meilleure actrice principale : Sabrina Ferilli
  - David di Donatello du meilleur réalisateur débutant : Paolo Virzì
- Ruban d'argent :
  - Ruban d'argent de la meilleure actrice : Sabrina Ferilli
  - Nomination Ruban d'argent de la meilleure mise en scène : Francesco Bruni et Paolo Virzì
- Globe d'or :
  - Nomination Globe d'or du meilleur premier long métrage : Paolo Virzì
- Ciak d'oro :
  - Meilleure première œuvre : Paolo Virzì
  - Meilleure actrice principale : Sabrina Ferilli

## Source de la traduction
- (it) Cet article est partiellement ou en totalité issu de l’article de Wikipédia en italien intitulé « La bella vita » (voir la liste des auteurs).